# Pietro Germi
Pietro Germi (Genova, 14 settembre 1914 – Roma, 5 dicembre 1974) è stato un regista, sceneggiatore, attore e produttore cinematografico e televisivo italiano.
Dopo essersi dedicato prevalentemente a pellicole di stampo drammatico e dalla forte critica sociale e politica, nella fase della piena maturità cominciò ad interessarsi alla commedia, realizzando film che, pur conservando una certa attenzione per le tematiche dei suoi lavori precedenti, assumevano spiccati toni satirici e cinicamente umoristici, che lo hanno portato ad essere considerato uno dei più importanti esponenti della commedia all'italiana: il termine stesso fu ispirato da un suo film, Divorzio all'italiana, che fu una delle pellicole più importanti di tale filone artistico e gli valse il Prix de la meilleure comédie alla 15ª edizione del Festival di Cannes e il Premio Oscar per la miglior sceneggiatura originale nel 1963.

## Biografia

### Primi anni
Pietro Germi nacque il 14 settembre 1914 a Genova, in via Ponte Calvi, figlio di Giovanni Germi (1879-1927), un portiere d'albergo, e di Armellina Castiglioni (1883-1966), una casalinga. Nel 1924 la famiglia si trasferì in via Santa Croce. Nel 1927, alla morte del padre, Pietro rimase con la madre e le tre sorelle Carolina (1917-1989), Gilda (1919-1994) ed Enrichetta (1915-2005), che lavoravano in una nota sartoria. Frequentò la scuola fino all'ultimo anno dell'Istituto tecnico dei trasporti e logistica Nautico San Giorgio, ma non conseguì il diploma perché non si presentò agli esami finali, nonostante gli eccellenti voti. In seguito, si trasferì a Roma per seguire i corsi del Centro Sperimentale di Cinematografia, rimanendo comunque molto legato alle sorelle.

### Gli esordi
Iniziò la sua carriera di attore a 25 anni in Retroscena (1939), poi in Il figlio del corsaro rosso (1941) e Gli ultimi filibustieri (1943) in cui lavorò anche come cosceneggiatore. Sempre come attore apparve in Gli ultimi filibustieri e in Montecassino (1946). Studiò a Roma presso il Centro Sperimentale di Cinematografia, dove seguì i corsi di regia di Alessandro Blasetti. Nel 1945 esordì alla regia con Il testimone, di cui firmò anche il soggetto, un giallo psicologico del tutto insolito negli anni del neorealismo.
Seguirono il poliziesco d'ispirazione americana Gioventù perduta (1948) e In nome della legge (1949), con Massimo Girotti, prodotto da Luigi Rovere, vincitore di tre nastri d'argento e campione d'incassi. Uno dei primi film italiani sulla mafia, per il quale Germi ricevette un Nastro d'argento speciale, che lo consacrò come autore. Con il dramma neorealista Il cammino della speranza (1950), sempre prodotto da Rovere, Germi raggiunse per la prima volta un livello internazionale. Il film venne presentato in concorso a Cannes e vinse l'Orso d'argento al Festival di Berlino. Il noir realistico La città si difende (1951) venne premiato come miglior film italiano al Festival di Venezia.
Con i suoi film successivi Germi non convinse la critica, ma mantenne un rapporto privilegiato con il pubblico. Nel 1952 diresse La presidentessa, adattamento per il cinema dell'omonima commedia teatrale di Maurice Hennequin e Pierre Veber, un titolo eccentrico nella sua filmografia, e il "western sudista" Il brigante di Tacca del Lupo, con Amedeo Nazzari, tratto dal romanzo omonimo di Riccardo Bacchelli. Nel 1953 con Gelosia portò nuovamente sul grande schermo il romanzo di Luigi Capuana Il marchese di Roccaverdina, dopo la versione di appena dieci anni prima diretta da Ferdinando Maria Poggioli, e partecipò al film a episodi Amori di mezzo secolo con il segmento Guerra 1915-1918.

### Il successo

Pietro Germi e Saro Urzì ne Il ferroviere (1956)

Restò inattivo per quasi due anni, ma con Il ferroviere (1956), girò una delle sue opere più riuscite e intense. Il ferroviere ottenne un notevole successo di pubblico ed è considerato uno dei capolavori del regista genovese e una fra le ultime grandi espressioni del neorealismo cinematografico italiano. Seguirono film come L'uomo di paglia (1958) e Un maledetto imbroglio (1959), tratto dal romanzo Quer pasticciaccio brutto de via Merulana di Carlo Emilio Gadda: uno dei primi esempi di poliziesco italiano apprezzato, tra gli altri, da Pier Paolo Pasolini. 
Nel 1961 spiazzò pubblico e critica dando alla sua carriera una svolta imprevedibile: cominciò infatti a girare commedie pungenti, satiriche e grottesche. Il capolavoro Divorzio all'italiana (1961), in cui tratteggiò l'indimenticabile barone Cefalù, interpretato da Marcello Mastroianni e irretito dall'adolescente Stefania Sandrelli, aprì questa nuova fortunata stagione della sua carriera; il film, scritto con Ennio De Concini e Alfredo Giannetti e incentrato sul delitto d'onore, ottenne una candidatura al premio Oscar al miglior regista, un'altra a Mastroianni come miglior attore e ottenne quello per il miglior soggetto e sceneggiatura originale, oltre ad altri prestigiosi riconoscimenti. Dal titolo del film prese il nome un certo tipo di commedia prodotta in Italia in quel periodo, nota come commedia all'italiana.

### Gli ultimi film
Nel 1968 Germi girò l'elogio della vita agreste Serafino, con Adriano Celentano in una delle sue migliori interpretazioni nel ruolo del pastore abruzzese, che ottenne uno strepitoso successo di pubblico. Nel 1970 fu la volta di Le castagne sono buone con Gianni Morandi, che per molti è considerato il film meno riuscito del regista. 
Dopo Alfredo Alfredo (1972) con Dustin Hoffman e Stefania Sandrelli, con un ritorno alla commedia grottesca, poco apprezzato dalla critica, iniziò a lavorare al progetto del film Amici miei, che dovette cedere all'amico Mario Monicelli in quanto ormai fisicamente impossibilitato al lavoro per un aggravarsi della cirrosi epatica di cui soffriva da tempo.
Germi morì a Roma il 5 dicembre 1974, poco meno di due mesi dopo il suo sessantesimo compleanno; le sue spoglie riposano accanto a quelle della prima moglie Anna nel piccolo cimitero di Castel di Guido, nelle vicinanze della Capitale.
Amici miei, uscito nelle sale nel 1975, è a lui dedicato: nei titoli di testa è riportato significativamente "Un film di Pietro Germi" e solo "Regia di Mario Monicelli".

## Vita privata
Nel 1941 sposò a Genova Anna Bancio (1918-1965) e nel 1947 nacque a Genova la figlia Marialinda. In seconde nozze sposò Olga D'Ajello (1916-1982), che gli darà i figli Francesco (1953), Francesca (1955)  e Armellina (1963).

## Germi e i meridionali

Aldo Puglisi, Saro Urzì, Stefania Sandrelli e Lando Buzzanca (sullo sfondo, Salvatore Fazio e Umberto Spadaro) in Sedotta e abbandonata (1964)

Pietro Germi era un uomo del Nord ma il suo carattere umorale e passionale, nascosto sotto l'apparente scorza di scontrosità e intransigenza, lo faceva essere vicino alla gente meridionale di cui conosceva e criticava talora severamente il modo di concepire la vita, i pregiudizi e gli errori, ma di cui anche apprezzava le qualità innate. Un rapporto di amore-odio il suo per il Sud e i meridionali che si ritrova in tanti suoi film: nel personaggio del mafioso rispettabile nella sua coerenza e adesione ad una sua legge che si contrappone alla Legge di uno Stato lontano e indifferente, come nel film In nome della legge (1949) e nel malinteso senso siciliano dell'onore di Divorzio all'italiana e di Sedotta e abbandonata, film questi ultimi degli anni sessanta dove prevale ormai in Germi, che sta perdendo la fiducia in un rinnovamento culturale meridionale, la critica corrosiva verso una società che vede incapace di scuotersi e di abbandonare le sue convinzioni secolari.
Con Sedotta e abbandonata (1964) Germi torna per la quinta ed ultima volta a girare in Sicilia, una regione legata al regista genovese da una particolare empatia.
Ma anche il Nord non è risparmiato dalla critica corrosiva di Germi. Il 1966 è l'anno del limpido Signore & signori con Virna Lisi e Gastone Moschin, satira sull'ipocrisia borghese di una cittadina del Veneto e girato a Treviso. Il film vinse la Palma d'oro al Festival di Cannes, ex aequo con Un uomo, una donna di Claude Lelouch. Diresse la coppia Ugo Tognazzi e Stefania Sandrelli in L'immorale (1967), gradevole film ispirato, forse, alle vicende personali di Vittorio De Sica.

## La critica del PCI
Germi, antifascista convinto simpatizzante del Partito Socialista Democratico Italiano, non ebbe mai buoni rapporti con la critica cinematografica legata al PCI, che lo giudicava negativamente più per le sue posizioni politiche che per il contenuto dei suoi film. In particolare Germi, con le sue pellicole, aveva messo fortemente in discussione l'idea che i comunisti italiani s'erano costruiti sulla figura dell'operaio. A causa di ciò, per moltissimo tempo, almeno fino alla fine degli anni ottanta, fu messo praticamente da parte dall'intellighenzia del Partito Comunista Italiano, che non poteva accettare un fatto che Germi aveva intuito: la trasformazione sociale della classe operaia in Italia.
In merito al film Il ferroviere, per esempio, la colpa del regista sarebbe stata, secondo Guido Aristarco, direttore di Cinema Nuovo, quella di aver dato al protagonista della pellicola, il ferroviere Marcocci (interpretato dallo stesso Germi), una configurazione politica che «appartiene a un populismo storicamente sorpassato» con idee risalenti «all'epoca del movimento socialista esordiente [...] con i turatiani del primo dopoguerra...». Insomma il "vero" operaio non può essere un crumiro come il ferroviere di Germi. Critiche, queste, che venivano però confutate dal successo che la pellicola incontrò presso il pubblico popolare in Italia e nella stessa Unione Sovietica, a Mosca ed a Leningrado, durante “La settimana del film italiano".

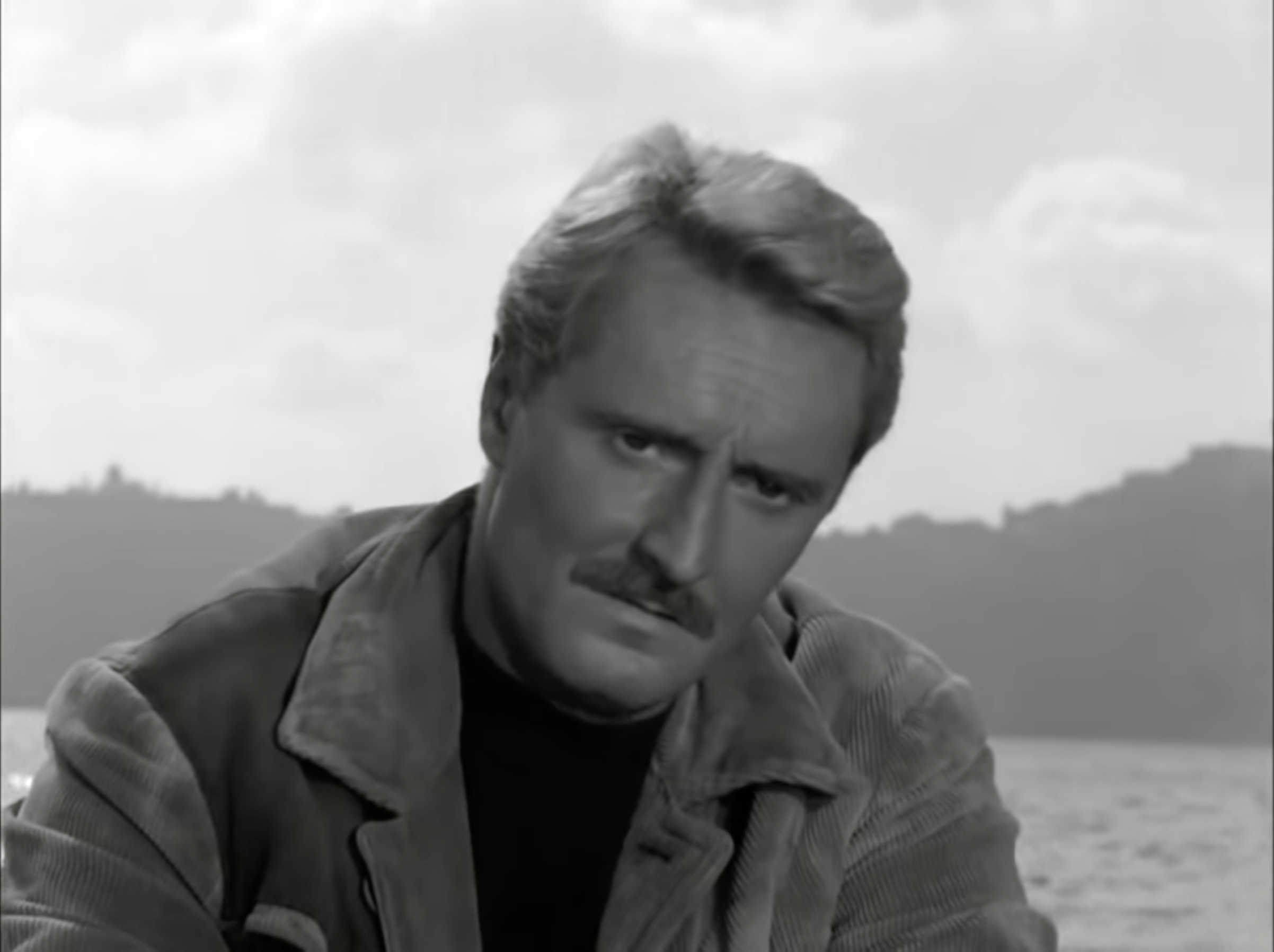
Pietro Germi ne L'uomo di paglia (1958)

Le stesse critiche, se non più aspre, ritornarono poi in occasione della prima de L'uomo di paglia, dove il protagonista, sempre un operaio interpretato dallo stesso regista, viveva addirittura un classico dramma borghese che non poteva appartenergli. Scriveva Umberto Barbaro: «Cari amici, a me questi operai di Germi che si comportano senza intelligenza e senza volontà, senza coscienza di classe e senza solidarietà umana - metodici e abitudinari come piccoli borghesi - la cui socialità si esaurisce in partite di caccia domenicali o davanti ai tavoli delle osterie - che non hanno né brio né slanci, sempre musoni e disappetenti, persino nelle cose dell'amore - che ora fanno i crumiri e ora inguaiano qualche brava ragazza, spingendola al suicidio - e poi piangono lacrime di coccodrillo, con le mogli e dentro chiese e sagrestie - questi operai di celluloide, che, se fossero di carne e ossa, voterebbero per i socialdemocratici e ne approverebbero le alleanze, fino all'estrema destra, non solo sembrano caricature calunniose ma mi urtano maledettamente i nervi».
Altri intellettuali di sinistra, pur non condividendo questi giudizi ideologici sull'opera cinematografica di Germi, ne criticarono però la sua stessa qualità artistica. Come Glauco Viazzi, il quale, pur sostenendo che muovere quelle particolari obiezioni al film di Germi equivalesse al voler ignorare del tutto la realtà sociale, non riconoscendo che «operai siffatti esistono nella realtà e in gran numero, e non solo tra quelli che poi votano dicì o socialdemocratico, ma anche tra quelli che danno il voto ai partiti di classe», sostenne altresì che L'uomo di paglia, valutato artisticamente, non meritasse altro che «un cauto e moderato elogio».
Altri ancora poi, come Antonello Trombadori, direttore de Il Contemporaneo, assieme al suo vicedirettore Carlo Salinari e allo storico - organico all'area culturale del PCI - Paolo Spriano, scrivevano nel 1956 una lettera, destinata a rimanere privata (venne infatti resa pubblica soltanto nel 1990), all'allora segretario generale del PCI Palmiro Togliatti, nella quale gli chiedevano d'incontrarsi con Germi per non allontanare un uomo e i "mille come lui" così importante per il movimento antifascista: «Veniamo proprio in questi giorni dall'aver visto un film italiano assai bello e commovente, certamente popolare: "Il ferroviere", di Pietro Germi. È un'opera di un socialdemocratico militante, eppure è un film pervaso da ogni parte di sincero spirito socialista».

## Filmografia

Pietro Germi con Claudia Cardinale in Un maledetto imbroglio (1959)

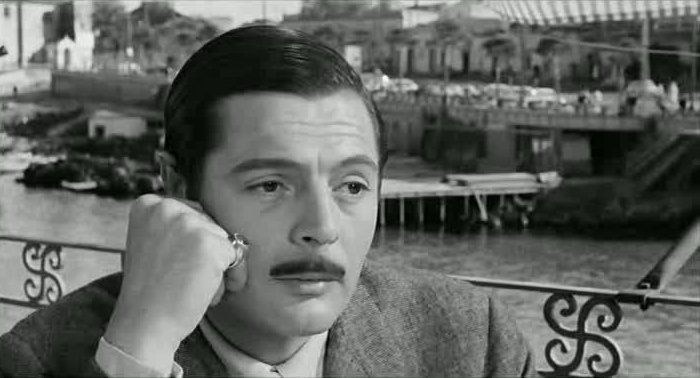
Marcello Mastroianni in Divorzio all'italiana (1961)

### Regista
- Il testimone (1946)
- Gioventù perduta (1948)
- In nome della legge (1949)
- Il cammino della speranza (1950)
- La città si difende (1951)
- Il brigante di Tacca del Lupo (1952)
- La presidentessa (1952)
- Gelosia (1953)
- Guerra 1915-18, episodio del film collettivo Amori di mezzo secolo, co-diretto con Glauco Pellegrini, Mario Chiari, Roberto Rossellini e Antonio Pietrangeli (1954)
- Il ferroviere (1956)
- L'uomo di paglia (1958)
- Un maledetto imbroglio (1959)
- Divorzio all'italiana (1961)
- Sedotta e abbandonata (1964)
- Signore & signori (1966)
- L'immorale (1967)
- Serafino (1968)
- Le castagne sono buone (1970)
- Alfredo Alfredo (1972)

### Attore
- La corona di ferro, regia di Alessandro Blasetti (1941)
- Montecassino, regia di Arturo Gemmiti (1946)
- Fuga in Francia, regia di Mario Soldati (1948)
- Il ferroviere, regia di Pietro Germi (1956)
- L'uomo di paglia, regia di Pietro Germi (1958)
- Un maledetto imbroglio, regia di Pietro Germi (1959)
- Il rossetto, regia di Damiano Damiani (1960)
- Jovanka e le altre (5 Branded Women), regia di Martin Ritt (1960)
- La viaccia, regia di Mauro Bolognini (1961)
- Il sicario, regia di Damiano Damiani (1961)

### Produttore
- Signore & signori, regia di Pietro Germi (1966)
- L'immorale, regia di Pietro Germi (1967)
- Serafino, regia di Pietro Germi (1968)
- I giovedì della signora Giulia - serie TV (1970)

### Sceneggiatore
- Retroscena, regia di Alessandro Blasetti (1939)
- L'amore canta, regia di Ferdinando Maria Poggioli (1941)
- Il figlio del corsaro rosso, regia di Marco Elter (1943)
- Gli ultimi filibustieri, regia di Marco Elter (1943)
- I dieci comandamenti, regia di Giorgio Walter Chili (1945)
- Il testimone, regia di Pietro Germi (1946)
- Gioventù perduta, regia di Pietro Germi (1948)
- In nome della legge, regia di Pietro Germi (1949)
- Contro la legge, regia di Flavio Calzavara (1950)
- Il cammino della speranza, regia di Pietro Germi (1950)
- La città si difende, regia di Pietro Germi (1951)
- Il brigante di Tacca del Lupo, regia di Pietro Germi (1952)
- La presidentessa, regia di Pietro Germi (1952)
- Gelosia, regia di Pietro Germi (1953)
- Guerra 1915-18, episodio del film Amori di mezzo secolo, regia di Pietro Germi, Glauco Pellegrini, Mario Chiari, Roberto Rossellini e Antonio Pietrangeli (1954)
- Il ferroviere, regia di Pietro Germi (1956)
- L'uomo di paglia, regia di Pietro Germi (1958)
- Un maledetto imbroglio, regia di Pietro Germi (1959)
- Divorzio all'italiana, regia di Pietro Germi (1961)
- Sedotta e abbandonata, regia di Pietro Germi (1964)
- Signore & signori, regia di Pietro Germi (1966)
- L'immorale, regia di Pietro Germi (1967)
- Serafino, regia di Pietro Germi (1968)
- Le castagne sono buone, regia di Pietro Germi (1970)
- Alfredo Alfredo, regia di Pietro Germi (1972)
- Amici miei, regia di Mario Monicelli (1975)

## Libri
- Pietro Germi, Ritratto di un regista all'antica, Pratiche, 1989, ISBN 978-88-73801-10-8.
- Pietro Germi, The Latin Loner, a cura di Mario Sesti, Milano, Olivares, 1999.
- Pietro Germi, Sedotta e abbandonata. Sceneggiatura originale dell'omonimo film di Pietro Germi, a cura di A. Cattini, collana Circolo del Cinema, Mantova, Comune di Mantova, 2000, ISBN 978-88-87123-13-5.
- Pietro Germi, Un maledetto imbroglio, a cura di Roberto Lasagna, Roma, Profondo Rosso, 2024, ISBN 9791280618580.

## Riconoscimenti (parziale)
- Premi Oscar
  - 1963 - migliore sceneggiatura originale per Divorzio all'italiana
  - 1963 - Candidatura alla migliore regia per Divorzio all'italiana
- David di Donatello
  - 1964 - Miglior regista per Sedotta e abbandonata
  - 1966 - Miglior regista per Signore & signori
  - 1966 - Miglior produttore per Signore & signori
- Festival cinematografico internazionale di Mosca
  - 1969 - Gran Premio per Serafino[17]
- Festival di Berlino
  - 1951 - Gran premio della giuria per il miglior film drammatico per Il cammino della speranza
- Festival di Cannes
  - 1962 - Miglior commedia per Divorzio all'italiana
  - 1966 - Gran Prix per il miglior film per Signore & signori, ex aequo con Un uomo, una donna.
- Festival di Venezia
  - 1951: Premio della Presidenza del Consiglio dei Ministri al Miglior Film Italiano per La città si difende
- Nastro d'argento
  - 1946 - Miglior soggetto per Il testimone
  - 1949 - Nastro d'argento speciale per In nome della legge
  - 1957 - Migliore regia per Il ferroviere
  - 1957 - Candidatura al migliore attore per Il ferroviere
  - 1957 - Candidatura alla miglior sceneggiatura per Il ferroviere
  - 1959 - Miglior regia per L'uomo di paglia
  - 1959 - Candidatura al miglior attore per L'uomo di paglia
  - 1960 - Candidatura alla regia per Un maledetto imbroglio
  - 1960 - Miglior sceneggiatura per Un maledetto imbroglio
  - 1962 - Candidatura alla regia per Divorzio all'italiana
  - 1962 - Miglior soggetto originale per Divorzio all'italiana
  - 1962 - Miglior sceneggiatura per Divorzio all'italiana
  - 1965 - Candidatura alla regia per  Sedotta e abbandonata
  - 1965 - Candidatura al miglior soggetto originale per Sedotta e abbandonata
  - 1965 - Miglior sceneggiatura per Sedotta e abbandonata
  - 1967 - Candidatura al miglior soggetto per Signore & signori
  - 1967 - Miglior sceneggiatura per Signore & signori
  - 1976 - Miglior soggetto originale e miglior sceneggiatura per Amici miei

## Discografia

### Singoli
- 1968 - La ballata del pastore/Musiche originali tratte dal film Serafino (split con Carlo Rustichelli)

### Libri
- Lorenzo Catania, Sicilia terra di elezione. Viaggio nel cinema siciliano di Pietro Germi, Viagrande, Algra Editore, 2015.
- Alessandra Cimmino, GERMI, Pietro, in Dizionario biografico degli italiani, vol. 53, Roma, Istituto dell'Enciclopedia Italiana, 2000.
- Carlo Carotti, Alla ricerca del Paradiso. L'operaio nel cinema italiano, 1945-1990, Graphos, 1992, ISBN non esistente, iKBZAAAAMAAJ.
- Carlo Carotti, Effetto cinema. Repertorio storico critico dei metafilm italiani dalle origini al 2000, collana Saggi, 1ª ed., Book Time, 2008, ISBN 978-88-62181-26-6.
- Carlo Carotti, Le donne, la famiglia il lavoro nel cinema di Pietro Germi, Milano, Lampi Di Stampa, 2011.
- Gianfranco Cercone, Enciclopedia del cinema, Istituto dell'Enciclopedia Italiana, 2004.
- Enrico Giacovelli, Pietro Germi, collana Il Castoro Cinema, n. 147, La Nuova Italia, 1991.
- Franco La Magna, Lo schermo trema. Letteratura siciliana e cinema, Reggio Calabria, Città del Sole Edizioni, 2010, ISBN 978-88-7351-353-7.
- Luca Malavasi e Emiliano Morreale (a cura di), Il cinema di Pietro Germi, collana Edizioni di Bianco e Nero, Edizioni Sabinae, 2016.
- Paolo Mereghetti e Alberto Pezzotta, Il Mereghetti. Dizionario dei film 2008, Milano, Baldini Castoldi Dalai, 2007, ISBN 978-88-6073-186-9.
- Raimondo Moncada, Pietro Germi. Gli anni felici in Sicilia, Agrigento, VGS Libri, 2025, ISBN 979-12-81981-02-7.
- Mario Sesti, Tutto il cinema di Pietro Germi, Dalai Editore, 1997.
- Mario Sesti (a cura di), Signore e signori. Pietro Germi, Prato, Gli Ori, 2004.
- Alessandro Tedeschi Turvo, La poesia dell'individuo. Il cinema di Pietro Germi, Verona, CR Editore, 2005.

### Articoli
- Lorenzo Catania, Quel "Divorzio" nato in Sicilia, in La Sicilia, Domenico Sanfilippo Editore, 11 dicembre 2020,  p. 20.
- Lorenzo Catania, Nella pellicola... i Germi della poesia, in La Sicilia, Domenico Sanfilippo Editore, 31 agosto 2021,  p. 16.
- Lorenzo Catania, Germi in Sicilia era un musicista, in La Sicilia, Domenico Sanfilippo Editore, 18 gennaio 2024,  p. XX.